# Croix de guerre de la valeur militaire (Italie)
 (octobre 2024).
Si vous disposez d'ouvrages ou d'articles de référence ou si vous connaissez des sites web de qualité traitant du thème abordé ici, merci de compléter l'article en donnant les références utiles à sa vérifiabilité et en les liant à la section « Notes et références ».
La croix de guerre de la valeur militaire (en italien : Croce di guerra al valor militare) est une décoration militaire italienne créée en 1922 du royaume d'Italie et de la République italienne.

## Histoire
La croix de guerre de la valeur militaire est la décoration de plus bas grade pour la valeur militaire et a été instituée par Vittorio Emanuele III en 1922[réf. incomplète].
Elle a été conférée pour « récompenser ceux qui ont gardé au cours d'opérations de guerre, tant sur terre que sur mer et dans les airs, une conduite militaire qui les rend dignes des éloges publics ».
Elle peut être décernée en temps de paix pour des actes d'héroïsme similaires, à condition que l'exploit soit étroitement lié aux objectifs pour lesquels les forces militaires de l'État sont constituées.

### Croix de la valeur militaire (7 janvier 1922 - aujourd'hui)
Croix du service distingué pour bravoure militaire (7 janvier 1922 - 17 octobre 1941)
 Croix militaire pour bravoure (17 octobre 1941 - 10 mai 1943)
 Croix militaire pour bravoure (10 mai 1943 - actuel)
Peuvent se voir décerner cet honneur les membres des forces armées, les combattants des formations partisanes ainsi que les municipalités, les provinces et les particuliers.
Elle se distingue d'une décoration similaire d'un niveau inférieur, la croix du Mérite de guerre, délivrée en vertu d'une participation active à des actions dans des zones de guerre.

## Insigne
Cette médaille, comme d'ailleurs toutes les médailles du mérite, a connu deux versions, la première accordée par le royaume d'Italie, remplacée ensuite par celle accordée par la République italienne.

### Royaume d'Italie
La médaille-croix était constituée d'une croix grecque en cuivre portant, sur les deux branches horizontales, l'inscription :
 MERITO DI GUERRA : au revers, avec un ruban bleu avec 2 perches blanches et sur le ruban un gladius avec sur la garde la devise FERT et avec entrelacé une branche de laurier, accordé seulement en cas de guerre. (regio decreto 7 gennaio 1922, n. 195)
 CROCE AL VALOR MILITARE : au revers, avec un ruban bleu avec 2 perches blanches et sur le ruban un gladius avec sur la garde la devise FERT et avec une branche de laurier entrelacée, accordé non seulement en cas de guerre mais aussi en temps de paix pour les entreprises de caractère militaire (regio decreto 7 gennaio 1922, n. 195).
 AL VALOR MILITARE : au droit, avec un ruban bleu avec 2 perches blanches et sur le ruban un gladius avec sur la poignée la devise FERT et avec entrelacé une branche de laurier, accordé en outre en cas de guerre également. (regio decreto 5 settembre 1942, n. 1273)
 AL VALOR MILITARE : sur l'avers, avec un ruban bleu, accordée non seulement en cas de guerre mais aussi en temps de paix pour des entreprises à caractère militaire. (regio decreto 10 maggio 1943, n. 629)
 AL VALORE MILITARE : sur l'avers, avec un ruban bleu, accordée non seulement en cas de guerre mais aussi en temps de paix pour des entreprises à caractère militaire. (regio decreto 10 maggio 1943, n. 629, variante 1)
 VALORE MILITARE : sur l'avers, avec un ruban bleu, accordée non seulement en cas de guerre mais aussi en temps de paix pour des entreprises à caractère militaire. (regio decreto 10 maggio 1943, n. 629, variante 2)
 VALORE DI GUERRA :  sur l'avers, avec un ruban bleu, accordée non seulement en cas de guerre mais aussi en temps de paix pour des entreprises à caractère militaire. (regio decreto 10 maggio 1943, n. 629, variante 3)
En outre, sur les armes verticales, on trouve en haut le monogramme couronné de Victor Emmanuel III, « VEIII », qui a établi la décoration ; en bas, un gladius romain entouré de feuilles de laurier.
L'autre face de la croix-médaille représentait au centre une étoile à cinq branches rayonnant sur les bras de la croix.

### République italienne
La croix-médaille est constituée d'une croix grecque en cuivre avec, sur les deux bras horizontaux, l'inscription :
 AL VALORE MILITARE sur l'avers, avec un ruban bleu, accordé non seulement en cas de guerre mais aussi en temps de paix pour des entreprises à caractère militaire.
En outre, sur les armes verticales, on trouve, en haut, le monogramme de la République italienne « RI », qui a établi la décoration ; en bas, un gladius romain entouré de feuilles de laurier.
L'autre face de la croix-médaille représente au centre une étoile à cinq branches rayonnant sur les bras de la croix.